# Пас (филм из 2022)
Пас (енгл. Dog) амерички је драмедијско-друмски филм из 2022. године. Редитељи филма су Ченинг Тејтум и Рид Керолин, обојица у редитељском дебију. У филму, Тејтум глуми војног ренџера који мора да одведе пса свог палог команданта на сахрану. Споредне улоге глуме Џејн Адамс, Кевин Неш, Итан Сапли, Еми Равер-Лампман и Никол Лалиберте.
United Artists Releasing је објавио филм у Сједињеним Америчким Државама 18. фебруара 2022. године. Blitz Film & Video Distribucija је објавио филм у Србији 17. марта 2022. године. Добио је позитивне критике, док је зарадио 80 милиона долара, наспрам буџета од 15 милиона долара.

## Радња
Бившем војном ренџеру Бригсу је додељено да се брине о војно обученом псу палог војника. Његова мисија је транспортовати пса на други крај земље како би присуствовали војничкој сахрани. Њихово путовање натерало их је на један посебан суживот у ком дефинитивно не иде у прилог изванредно понашање „длакавог демона” који је у том периоду изазвао неколико невероватних ситуација. Управо то Бригса је гурнуло до његових крајњих граница, али и натерало да мало преиспита себе и нови однос са својим псећим сапутником.

## Улоге
| Глумац            | Улога        |
| ----------------- | ------------ |
| Ченинг Тејтум     | Џексон Бригс |
| Џејн Адамс        | Тамара       |
| Кевин Неш         | Гас          |
| К’оријанка Килчер | Ники         |
| Итан Сапли        | Ноа          |
| Еми Равер-Лампман | Бела         |
| Никол Лалиберте   | Зои          |
| Лук Форбс         | Лука Џоунс   |
| Рони Џин Блевинс  | Кит          |
| Акила Зол         | Калан        |
| Бил Бер           | полицајац    |